# Añelo megye
Añelo egy megye Argentína nyugati részén, Neuquén tartományban. Székhelye Añelo.

## Népesség
A megye népessége a közelmúltban a következőképpen változott:
| Év   | Lakosság |
| ---- | -------- |
| 2001 | 7221     |
| 2010 | 10 786   |